# Взривно вещество
Взривните вещества (или експлозиви) са химически съединения или техни смеси, способни в резултат на определени външни въздействия да се взривят, увеличавайки рязко и многократно обема си, при което обикновено отделят топлина и светлина. При детонация разлагането на взривните вещества протича толкова бързо, че отделилите се газообразни продукти с температура няколко хиляди градуса, се оказват сбити в обем, близък до началния обем на заряда. Разширявайки се рязко, те са основен първичен фактор на разрушителното действие на взрива. При взрива се освобождава част от съдържаната във взривното вещество химическа енергия.

## Характеристика

### Чувствителност
Чувствителността на взривните вещества към външни въздействия зависи от вида на въздействието (начален импулс) и се характеризира с минималното количество енергия, необходимо за възбуждането на едно или друго взривно превръщане. Различава се чувствителност на взривните вещества към топлинни и механически въздействия, а също така и към взрив на други взривни вещества. Тя се определя със стандартни методи на изпитания.

### Бризантност
Бризантността на взривните вещества е свързана с разрушителното действие на продуктите на детонацията върху прегради, разположени в близост до заряда. Тя се определя от налягането във фронта на взривната вълна, достигащо 100 000 kg/cm², и е зависеща от плътността на заряда и скоростта на детонация. Не превишава 1-2 диаметъра на заряда. При нея се наблюдават силни деформации, пробиване и раздробяване на преградите, разлитане на образуваните осколки и т.н. Това е свързано с използването на взривни методи за рязане и уплътняване на метали и други разрушителни работи.

### Фугасност
Фугасността на взривните вещества е свързана с общото разрушително действие на ударната вълна, която се състои от първичния фронт газове работно тяло на взрива и изместения въздух, образуваща се при взрива на заряда. Определящо влияние върху фугасността оказват обемът на газообразните продукти на взривното превръщане. Обикновено фугасността се изразява в относителни единици в сравнение със стандартно взривно вещество (като правило тротил).

### Устойчивост
Освен разрушителната способност на взривните вещества, съществено значение има и тяхната способност да запазват своите химически и физически свойства в процес на снаряжение, транспортиране и съхранение. Последното е особено важно за взривните вещества, използвани във военното дело, доколкото значително количество боеприпаси се произвеждат в мирно време, дълго преди началото на военните действия.

### Други характеристики
Взривните вещества като източник на енергия, наред със скоростта на взривното превръщане се характеризират още и с:
- Топлина на взрива – количеството топлина отделящо се при взрив на 1 кг взривно вещество.
- Състав и обем на отделените газове при взривното превръщане.
- Максимална температура (взривна температура).

## Класификация на взривните вещества
По състав взривните вещества се делят на две големи групи: взривни химически съединения и взривни смеси.
Повечето взривни вещества от първата група представляват кислородосъдържащи вещества, притежаващи свойство да се окисляват напълно или частично без достъп на въздух. Съществуват и съединения, несъдържащи кислород, но притежаващи свойството да се взривяват (азиди, ацетилениди и др.). Те като правило, са с неустойчива молекулна структура, повишена чувствителност към външни въздействия и се отнасят към веществата с повишена взривоопасност.
Взривните смеси са смес от две или повече, химически несвързани помежду си вещества. Те биват газообразни, течни и твърди. Има и специален вид твърди взривни вещества – пластичните експлозиви, които имат консистенция на пластилин. Във военното дело се използват предимно твърди взривни смеси.
По начин на използване взривните вещества се подразделят на:
- иницииращи (първични)
- бризантни (вторични)
- метателни (барут, ракетни горива) и
- пиротехнически смеси.

### Иницииращо взривно вещество
Иницииращите взривни вещества са предназначени за възбуждане на взривно превръщане на заряд от други взривни вещества. Те се отличават с повишена чувствителност и се взривяват лесно от слаби начални импулси (удар, триене, електрическа искра и др.). Основни иницииращи взривни вещества са живачен фулминат, оловен азид, оловен стифнат, тетрацен, ацетонов пероксид, гърмящо сребро, диазодинитрофенол (или техни смеси). Малко количество от иницииращото вещество, обикновено милиграми, е достатъчно за взривяване на значително по-голямо количество от основното вещество, което обикновено е по-устойчиво и лесно за съхранение.
Във военното дело иницииращите взривни вещества се използват за снаряжаване на капсул-възпламенители, запалителни тръбички, електровъзпламенители, артилерийски и подривни капсул-детонатори, електродетонатори и др. Те се използват също така и в различните средства на пиротехниката: пирозаряди, пиропатрони, пиростартери, катапулти, разривни болтове и гайки, самоунищожители и др.

### Бризантно взривно вещество
Бризантните взривни вещества са по-малко чувствителни към външни въздействия и възбуждането на взривното превръщане в тях се осъществява главно с помощта на иницииращи взривни вещества. Като бризантни взривни вещества се използват обикновено нитросъединения тринитротолуол (TNT, тротил), нитрометан), нитроамини (тетрил, хексоген, пикринова киселина, октоген, етилендинитроамин и др.), алкохолни нитрати (нитроглицерин, нитрогликол и др.). Най-често всички тези съединения се използват под формата на смеси.
По начин на приготвяне, твърдите смеси от бризантни взривни вещества биват пресовани и лети. Последните се наричат взривни сплави.
Бризантните взривни вещества се използват за снаряжаване на бойните глави на различни класове ракети, реактивни снаряди, артилерийски и инженерни мини, авиационни бомби, торпеда, дълбочинни бомби, ръчни гранати и т.н.
В ядрените боеприпаси, бризантните взривни вещества се използват в зарядите, предназначени за придвижване на парчетата ядрено гориво до образуване на надкритична маса.
В различните спомагателни системи на ракетно-космическата техника, бризантните взривни вещества се използват като основни заряди за разделяне на конструктивните елементи на ракети, космически апарати, енергийни отсеци, аварийно изключване на двигателите, отваряне на парашутни отсеци, аварийно отваряне на люкове и др.

### Коригиращи съставки
В състава на взривните вещества могат да влизат и невзривни вещества. Например за снижаване чувствителността на взривните вещества към външни въздействия в тях се добавят специални вещества, наречени флегматизатори – (парафин, восък). За увеличаване топлината на взрива, бризантните взривни вещества се смесват с метален прах (алуминий например). Съществуват също така смеси, изготвени от вещества, които поотделно не са взривни вещества: (гориво, окислител и регулиращи добавки). Те биват наричани по вида на окислителя: хлоратити (окислител-калиев хлорат), перхлоратити (окислител-калиев перхлорат), амонити (окислител-амониев нитрат), оксиликвити (окислител-течен кислород) и др.

### Метателни взривни вещества
Метателните взривни вещества (барут и ракетни горива), служат за източник на енергия за изхвърляне на тела (снаряди, мини, куршуми и др.) или задвижване на ракети. Тяхната отличителна особеност е способността за взривно превръщане под формата на бързо горене, но без детонация.

### Пиротехнически смеси
Пиротехническите смеси се използват за получаване на пиротехнически ефекти (светлинни, димни, запалителни, звукови и др.). Основният вид взривно превръщане на пиротехническите смеси е горене.

## История
Макар че още в древността съществуват термични оръжия, като гръцкия огън, първото взривно вещество, намерило широко приложение във военното и минното дело е барутът, изобретен през 9 век в Китай. Той е чувствителен към водата и отделя голямо количество тъмен дим. През 19 век традиционният барут е заменен от новооткрити вещества, като нитроглицерин, нитроцелулоза, бездимен барут, динамит и желатин-динамит. Бързото развитие на експлозивите през двете световни войни довежда до изместването на динамита от съвременните тротил, тетрил, ТЕН, хексоген, октоген и смеси на тяхна основа като С-4.

## Употреба
Взривните вещества се използват и в промишлеността за извършването на различни взривни работи. Ежегодният разход на взривни вещества в страните с развито промишлено производство дори в мирно време е стотици хиляди тонове. Във военно време разходът на взривни вещества рязко нараства. В периода на Първата световна война във воюващите е бил около 5 милиона тона, а във Втората е превишил 10 милиона тона.